# Charge Composition Explorer

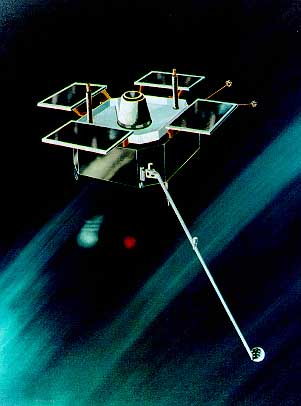
AMPTE/CCE

Charge Composition Explorer (CCE) foi um dos três satélite artificial que fez parte da missão Active Magnetospheric Particle Tracer Explorers (AMPTE) lançado no dia 16 de agosto de 1984 a bordo de um foguete Delta 3924 a partir do Centro Espacial Kennedy.

## Características
A missão do CCE consistia em detectar íons marcação de lítio e bário liberados a partir do IRM e que eram transportados pela magnetosfera até a órbita do CCE. O satélite estabilizábase por volta de 10 rotações por minuto, com o eixo de rotação contido no plano equatorial. A nave usou um cinto com uma capacidade de 2x10 8 bits como meio de armazenamento de dados. Dispunha de transponder em banda S com uma potência de 2,5 watts . A alimentação elétrica vinha de um painel solar que xeneraba 140 watts de eletricidade. O satélite começou a falhar no início de 1989, perdendo o contato em 12 de julho do mesmo ano.

## Instrumentos
O CCE levava cinco instrumentos a bordo:
- Experimento de composição do plasma quente (Hot Plasma Composition Experiment, HPCE).
- Analisador de partículas de energia média (Medium Energy Particle Analyzer, MEPA).
- Espectrômetro de carga, massa e energia (Charge-Energy-Mass Spectrometer, Chem).
- Experimento de ondas de plasma (Plasma Wave Experiment, PWE).
- Magnetômetro.